# Горовосходитель

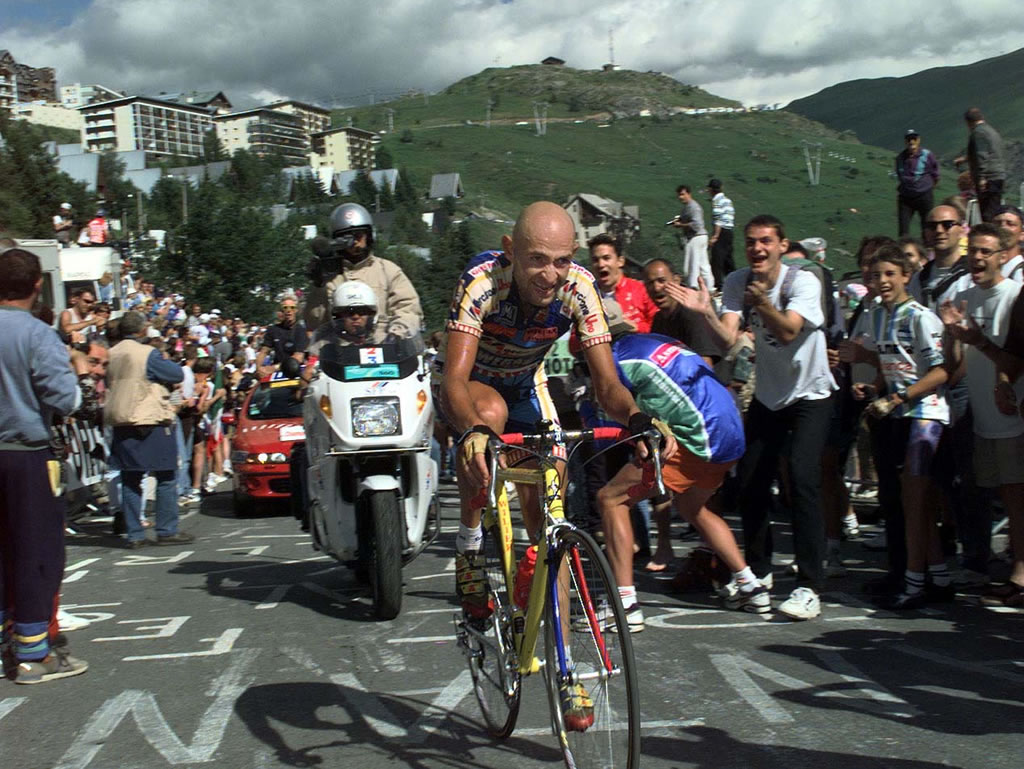
Марко Пантани считается одним из величайших горняков всех времён

Горовосходитель — шоссейный велогонщик, (горняк, горный специалист), который хорошо гоняется на дорогах с подъёмом и уклоном, то есть на трассах, проходящих по холмам или горам. На многодневных велогонках по сумме очков набранных на горных финишах определяется победитель горной классификации, которого объявляется «горным королём».

## Роль горняка в гонке
В длительном подъёме, когда средняя скорость падает и уменьшается аэродинамическое сопротивление, важно правильно урегулировать темп группы. Хороший горняк правильно подбирает наилучшую скорость и выбирает лучшую траекторию в подъёме, позволяя следующим гонщикам затрачивать меньше усилий. Если при этом группа едет с высокой скоростью, то совершить отрыв из неё будет практически невозможно.
Среди успешных горняков выделяются «щуплые» велогонщики, такие как Хосе Рухано (48 кг), Наиро Кинтана (58 кг), Роберто Эрас (60 кг), Альберто Контадор (61 кг) и Джильберто Симони (58 кг). Они преуспевают на затяжных крутых подъёмах с большим набором высоты, где их небольшой вес делает их более эффективными и способными многократно проводить атаки. Выносливость горняков делает их хорошими специалистами по многодневным гонкам. В частности Марко Пантани, чемпион Тур де Франс 1998 года, умел проводить многократные атаки с целью максимально утомить своих противников.